# 安東尼奧·德爾·波拉約洛
安東尼奧·德爾·波拉約洛（Antonio del Pollaiolo，1429或1433年1月17日—1498年2月4日）是一位義大利文藝復興時期的畫家、雕塑家、雕刻家和金匠。

## 生平
安東尼奧·德爾·波拉約洛出生在義大利佛羅倫薩。他的弟弟皮耶羅也是一位藝術家，兩人經常合作。他們的作品受到古典主義和人體解剖學影響。安東尼奧·德爾·波拉約洛的首次研究金屬加工是在父親或安德烈亞·德爾卡斯塔尼奧（Andrea del Castagno）引導下進行的：後者可能還教授他繪畫。他也可能在巴托羅米奧·米切爾（Bartoluccio di Michele）的佛羅倫薩研討會工作，當時洛伦佐·吉贝尔蒂也接受過培訓。